# Gado franqueiro
Gado franqueiro é uma raça de boi taurino surgida na região sul do Brasil, sendo ela considerada a primeira raça de bovino genuinamente nativa daquela região.

## História
Desde o descobrimento do Brasil, os portugueses trouxeram gado bovino de origem taurina que foram dispersadas no Brasil e tiveram que se adaptar e sobreviver, desenvolvendo-se por séculos, resultando nos animais atuais. O gado ancestral que deu origem a esta raça também deu origem às raças gado pantaneiro, caracu, curraleiro pé-duro, crioulo lageano e o gado junqueira, sendo todos taurinos e com bastante semelhanças físicas. Tais animais provavelmente descendem de raças portuguesas do tipo aquitânico ou turdetano, representadas pela Alentejana (ou Transtagana), Galega (ou Minhota) e Mirandesa. É certo que não foram somente estas raças que participaram da formação, outras raças de gado do tronco ibérico podem ter contribuído, sendo possível que gado africano também tenham participado.
É do leite desta raça que foi usada, inicialmente, para a produção do famoso queijo serrano da região.

## Risco de extinção
Está em vias de extinção existindo por volta de 350 animais no Rio Grande do Sul e pouco mais de 1000 na região sul, devido ao fato de que diversos criadores no sul trocaram seus plantéis por animais de outra raças de origem europeia de maior tamanho ou raças sintéticas (criadas a partir de critérios técnico-científicos usando raças diferentes). Os criadores lutam por reconhecimento junto ao MAPA (Ministério da Agricultura, Pecuária e Abastecimento) e pelo seu reconhecimento e preservação por parte do governo do Rio Grande do Sul como um dos símbolos que compõe a cultura sulista. Os criadores têm esperança de que, com o reconhecimento, a raça possa ser valorizada como o Longhorn, raça dos EUA do estado do Texas cuja característica é ter um chifre longo como o do gado franqueiro, com exemplares podendo chegar a valer 15 mil dólares.

## Características
A raça é considerada de dupla aptidão para carne e leite, destacando-se por ser muito rústica, reduzindo bastante os custos de criação, porém devido ao baixo número de exemplares atualmente, se tem evitado abater os animais para aumentar seus números. Seu crescimento é bastante lento e além do seu uso para alimentação, foi muito usado como arado de boi.
Uma coisa que chama bastante a atenção são seus chifres, de posição horizontal, podendo chegar de uma ponta a outra a 2 metros de comprimento.
A raça é considerada de porte médio, o peso dos machos fica em média de 800 quilos e as fêmeas entre 500 e 600 quilos.

## Distribuição do plantel
A grande maioria dos animais estão concentrados na região sul do Brasil, sendo a grande maioria no Rio Grande do Sul.

## Melhoramentos genéticos
A raça, neste momento, tem passado por um processo de preservação para evitar sua extinção. Superada esta etapa, com o aumento do número de animais, os pesquisadores pretendem selecionar aqueles animais com as características consideradas mais vantajosas para aprimorar e definir as características raciais. 

## Valor genético
A conservação dos seus genes permite identificar a sua composição e seu uso naquelas características consideradas vantajosas. Há estudos indicando que a raça tem características genéticas únicas que não estão presentes em nenhuma outra raça de bovino no mundo, como por exemplo uma característica que a coloca como potencialmente mais resistente a doença da vaca louca mostrando o potencial genético que os poucos exemplares da raça ainda fornecem e a necessidade urgente da preservação destes animais.